# 訳経僧
訳経僧（やっきょうそう）は経典の翻訳に従事する僧。特に、中国において北伝された初期を除いて、サンスクリットの経典を漢訳する僧をさすことが多い。鳩摩羅什や玄奘三蔵などが代表的。霊仙三蔵のような、日本人の訳経僧もいる。『梁高僧伝』の撰者である慧皎は十科の分類を行なった際、その筆頭に訳経の僧を挙げており、道宣の『唐高僧伝』、賛寧の『宋高僧伝』などの高僧伝類に、その分類が受け継がれている。
なお、チベット仏教において、サンスクリットからチベット語への翻訳を行った訳経僧（訳経師・訳師）は、ロツァワ（lotsawa, チベット文字：ལོ་ཙཱ་བ; ワイリー方式：lo tsA ba）と呼ばれ、代表的な人物として、ヴァイローツァナ、リンチェン・サンポ、マルパ・ロツァワなどがいる。

## 主な人物
二大訳聖
- 鳩摩羅什（クマーラジーヴァ、344-413年、又は350-409年）
- 玄奘三蔵（602-664年）

四大訳家

上記二人に加え、
- 真諦（パラマールタ、499-569年）
- 不空金剛（アモーガヴァジュラ、705-774年）

その他
- 法顕（337-422年）
- 仏陀跋陀羅（ブッダバドラ、359-429年）

## 年代順訳経僧一覧

### 後漢
- 安世高
- 迦葉摩騰（梵: Kāśyapamātaṅga, カーシヤパマータンガ）
- 竺法蘭（梵: Dharmaratna, ダルマラトナ）
- 支婁迦讖（梵: Lokakṣema, ローカクシェーマ）

### 三国-西晋
- 支謙
- 康僧会
- 康僧鎧（梵: Saṃghavarman, サンガヴァルマン）
- 竺法護（梵: Dharmarakṣa, ダルマラクシャ）

### 五胡十六国
- 鳩摩羅什（梵: Kumārajīva, クマーラジーヴァ、344-413年、又は350-409年）
- 法顕（337-422年）
- 仏陀跋陀羅（梵: Buddhabhadra, ブッダバドラ、359-429年）
- 浮陀跋摩（梵: Buddhavarman, ブッダヴァルマン）

### 南北朝
- 畺良耶舎（梵: Kālayaśas, カーラヤシャス、382-443年）
- 曇無讖（梵: Dharmakṣema, ダルマクシェーマ、385-433年）
- 求那跋陀羅（梵: Guṇabhadra, グナバドラ、394-468年）
- 菩提流支（梵: Bodhiruci, ボーディルチ）
- 真諦（梵: Paramārtha, パラマールタ、499-569年）
- 闍那崛多（梵: Jñānagupta, ジュニャーナグプタ）

### 隋
- 達磨笈多（梵: Dharmagupta, ダルマグプタ）
- 彦琮

### 唐
- 玄奘三蔵（602-664年）
- 義浄（635-713年）
- 善無畏（梵: Śubhakarasiṃha, シュバカラシンハ、637-735年）
- 実叉難陀（梵: Śikṣānanda, シクシャーナンダ、652-710年）
- 金剛智（梵: Vajrabodhi, ヴァジュラボーディ、671-741年）
- 不空金剛（梵: Amoghavajra, アモーガヴァジュラ、705-774年）

### 宋
- 施護（梵: Dānapāla, ダーナパーラ）